# Szentábrahám község
Szentábrahám község (románul: Comuna Avrămești) község Hargita megyében, Romániában. Központja Szentábrahám, beosztott falvai Csekefalva, Firtosiláz, Firtosmartonos, Gagy, Kismedesér, Magyarandrásfalva, Solymosiláz.

## Népessége
A 2011-es népszámlálás adatai alapján a község népessége 2465 fő volt.